# Borgerhout

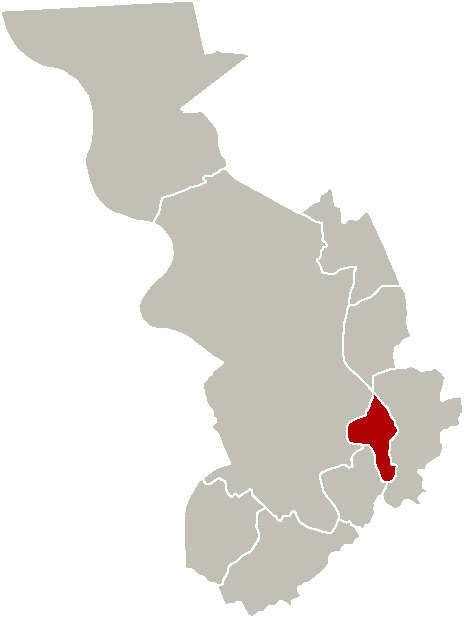
Borgerhout település (bordó) Antwerpen városán (szürke) belül

Borgerhout település Belgiumban, Flandria régió Antwerpen tartományban található, Antwerpen város része. Lakossága 41 614 fő (2006-os adat), teljes területe 3,93 km².
A település területét két részre osztja Antwerpen egyik fő közlekedési útvonala, amelyek a régi városfal helyén épültek. Ennek megfelelően Borgerhout két részét intra és extra muros néven ismerik a helyiek.
Az intra muros részen halad keresztül a Turnhoutsebaan nevű főút. Ez a település bevásárlóutcája, számos üzlettel és bevásárlóközponttal. Nem hivatalosan "Borgerokko" néven ismerik, mivel jelentős számú, elsősorban marokkói eredetű bevándorló telepedett meg itt.
Az extra muros rész csendesebb lakóövezet, a Herentals felé vezető út körül alakult ki. A népességét túlnyomórészt fehér, középkorú és tehetősebb, jelentős zöldövezettel és alacsonyabb népsűrűséggel.
Borgerhouot intra muros szomszédai Antwerpen városán belül a Zurenborg Antwerp, Antwerp-Noord és a Statiekwartier, amelyek Antwerpen legnyüzsgőbb kerületei, késő ájszakáig nyitva tartó boltokkal és szórakozóhelyekkel. Az extra muros rész Berchem és Deurne résztelepülésekkel szomszédos.

## Története
A település első említése 1214-ből származik, amikor még "Borgerholt" néven ismerték. A középkor során végig a közeli Deurne városától függő, falusias település volt. A közeli Berchem és Kiel-hez hasonlóan a 16. századi reformáció során számos nyílt színi misét (Hagenpreek) tartottak a kálvinisták, mivel a templomba nem engedték be őket.
A 16. századtól kezdve Borgerhout fejlődésnek indult, mivel erre vezetett az Antwerpent Turnhout-tal és Herentals-al összekötő fő útvonal és számos gazdag kereskedő telepedett meg itt. Ekkoriban kezdett a település gazdasága mindinkább Antwerpentől függeni.
1795-ben a francia megszállás során Deurne-Borgerhout néven összevonták a két települést és közös önkormányzatot kaptak. 1836-ban a két település közigazgatása önállósult, majd egy évvel később Borgerhout önálló egyházi kerületbe került.
A 19. század során számos üzem települt ide. 1859 és 1864 között jelentős erődítési munkák folytak az antwerpeni katonai kerület irányítása alatt és a település területének mintegy 20%-át kisajátították katonai célra. Az intramuros rész ekkor indult jelentős fejlődésnek a Turnhoutsebaan mentén, mígnem teljes mértékben összenőtt Antwerpen városával.
A 20. század során Borgerhout ipari jellege eltűnt, a gyárak elköltöztek és a település mint Antwerpen egyik elővárosa fejlődött tovább. A lakosság rohamos növekedésnek indult és 1931-ben érte el csúcspontját, amikor 56 570 fő lakott Borgerhout-ban. A második világháború után a tehetősebb lakosok elhagyták a települést, Antwerpen távolabbi és csendesebb külvárosaiba költöztek, de a kivándorlás némileg ellensúlyozta a főleg marokkói származású külföldiek betelepülése.

## Politika
Borgerhout 1983. január 1-jétől tartozik Antwerpen városához, előtte önálló önkormányzata volt. 2001. január 1-jétől, minden antwerpeni résztelepülésnek, így Borgerhout-nak is kerületi tanácsa van. A tanácsot hatévenként tartott helyi önkormányzati választások során választják meg. A kerületi önkormányzatnak a sport, ifjúsági, kulturális ügyekben és szociális téren van befolyása, emellett szabályozza a kerületben tartott rendezvényeket, közterületfoglalást, stb.

### A helyi választások eredménye
Az első kerületi választást 2000. október 8-án tartották és 2001. január 1-jén kezdte meg működését a kerületi önkormányzat (akkor még 23 képviselővel). A kerületi önkormányzatnak 2007 óta 25 képviselője van, az utolsó választás 2006-ban rendezték és 2007. január 1-jével kezdte meg működését az új összetételű önkormányzat.
| Pártok                 | Eredmény 2000-ben (23 képviselői hely) | Eredmény 2006-ban (25 képviselői hely) |
| ---------------------- | -------------------------------------- | -------------------------------------- |
| VB                     | 9                                      |                                        |
| VB - VLOTT             |                                        | 8                                      |
| agalev                 | 4                                      |                                        |
| SP                     | 3                                      |                                        |
| sp.a - Groen! - Spirit |                                        | 12                                     |
| VLD                    | 3                                      |                                        |
| VLD - Vivant           |                                        | 2                                      |
| CVP                    | 3                                      |                                        |
| CD&V - N-VA            |                                        | 3                                      |
| VU&ID                  | 1                                      |                                        |

A belga politikai rendszer sajátossága, hogy a szélsőségesen jobboldali nézeteiről ismert Vlaams Belang párt jelentős támogatottsága ellenére sem vehet részt az önkormányzat működésében.

### A kerületi önkormányzat összetétele
Az önkormányzat mandátumának félidejében, azaz három évvel a választások után, az önkormányzati pozíciókat új emberek foglalják el, ezért minden pozíció mellett két név szerepel.
| Kerületi önkormányzat                  | A periódus kezdetén         | A periódus lvégén        | HAtásköre |
| Kerületi polgármester                  | Patrick Marivoet sp.a       | Wouter Van Besien Groen! | A septemberfeesten ünnepség megrendezése, decentralizáció, költségvetés és pénzügyek, foglalkoztatottság és helyi vállalkozások                               |
| Önkormányzati vezetők                  | Walter Van den Branden CD&V | Luc Moerkerke CD&V       | szociális ügyek (szociális segélyek, egészségügy, családi ügyek, szociális lakások), sport, ifjúsági ügyek, nyugdíjasok a kerület jegyzője, anyakönyvvezetője |
|                                        | Hendrik Roelandt sp.a       | Roger Koreman sp.a       | közmunkák, utak és szemétszállítás |
|                                        | Wouter Van Besien Groen!    | Patrick Marivoet sp.a    | közterület-felügyelet és várostervezés (beépített és zöldövezet), mobilitás, környezetvédelem, kommunikáció                                                   |
|                                        | Fatima Bali Groen!          | Marij Preneel Groen!     | kulturális ügyek, ünnepségek és turizmus, kulturálios diverzitás, oktatás, piacok és nyilvános terek, fejlesztések                                            |
| A kerületi önkormányzati gyűlés elnöke | Farid Hemdane spirit        |                          | |

## Helyi közlekedés
Borgerhout-ot an antwerpeni villamos 10-es és 24-es vonalai (intra muros), valamint a 4-es, 9-es és a 11-es vonalak (extra muros) szolgálják ki.
Az antwerpeni pre-metrónak  a következő megállói találhatók itt: Drink, Zegel, Foorplein, Collegelaan és Morckhoven (Ám ezek a pre-metró állomások mind zárva vannak. 2014-ben lesz a pre-metró állomás "Zegel" az utasok számára elérhető).